# Arthur Parkes
Arthur C. Parkes est un footballeur anglais, né le 4 août 1897 qui évoluait au poste de milieu de terrain.

## Biographie

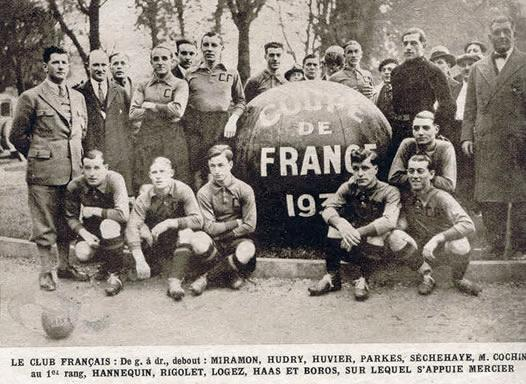
Arthur Parkes dans l'effectif du Club français en 1931.

Arthur Parkes évolue au Football Club de Cette lors de la saison 1922-1923 et atteint la finale de Coupe de France. 
Il joue au Club français en 1928-1929 avec lequel il devient champion de la Ligue Île-de-France et qui lui permet de disputer la finale du championnat de France 1929, qu'il perd contre l'Olympique de Marseille sur un score de deux buts à trois.
Il est également présent dans l'effectif parisien lors de la saison 1930-1931, avec lequel il remporte la Coupe de France et en 1932-1933, où le club termine relégable à la fin de la saison.

## Palmarès
- Coupe de France (1) :
  - 1931, avec le Club français
- Ligue Île-de-France (1) :
  - 1929, avec le Club français
- Ligue Méditerranée (1) :
  - 1923, avec le FC Cette

## Statistiques personnelles en championnat et par saison
| Année     | Équipe        | Championnat         | Matchs | Buts |
| --------- | ------------- | ------------------- | ------ | ---- |
| 1922-1923 | FC Cette      | Ligue Méditerranée  |        |      |
| 1928-1929 | Club français | Ligue Île-de-France |        |      |
| 1930-1931 | Club français | Ligue Île-de-France |        |      |
| 1932-1933 | Club français | Division 1          |        |      |